# Tuhelj
Tuhelj è un comune della Croazia di 2 181 abitanti della regione di Krapina e dello Zagorje.